# Partido de Baradero
Partido de Baradero är en kommun i Argentina.   Den ligger i provinsen Buenos Aires, i den centrala delen av landet, 130 km nordväst om huvudstaden Buenos Aires. Antalet invånare är 29 562. Arean är 1 514 kvadratkilometer. Partido de Baradero gränsar till San Pedro, San Antonio de Areco, Capitán Sarmiento (partido) och Ibicuy Islands. 
Terrängen i Partido de Baradero är platt.
Trakten runt Partido de Baradero består till största delen av jordbruksmark. Runt Partido de Baradero är det glesbefolkat, med 20 invånare per kvadratkilometer.